# Palinuro
Palinuro is een plaats (frazione) in de Italiaanse gemeente Centola, provincie Salerno, en telt ongeveer 1.500 inwoners. De plaats is vernoemd naar Palinurus, een mythologische figuur uit de Aeneis.

## Geschiedenis

### Mythe
In boek zes van de Aeneis wordt verteld dat de stuurman Palinurus overboord is geslagen en bij wat nu Capo Palinuro heet aan land is gekomen. Hier zou hij zijn vermoord door een vijandig volk.

## Afbeeldingen

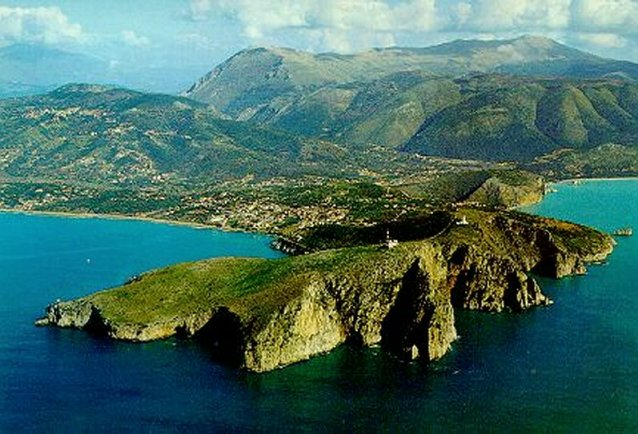
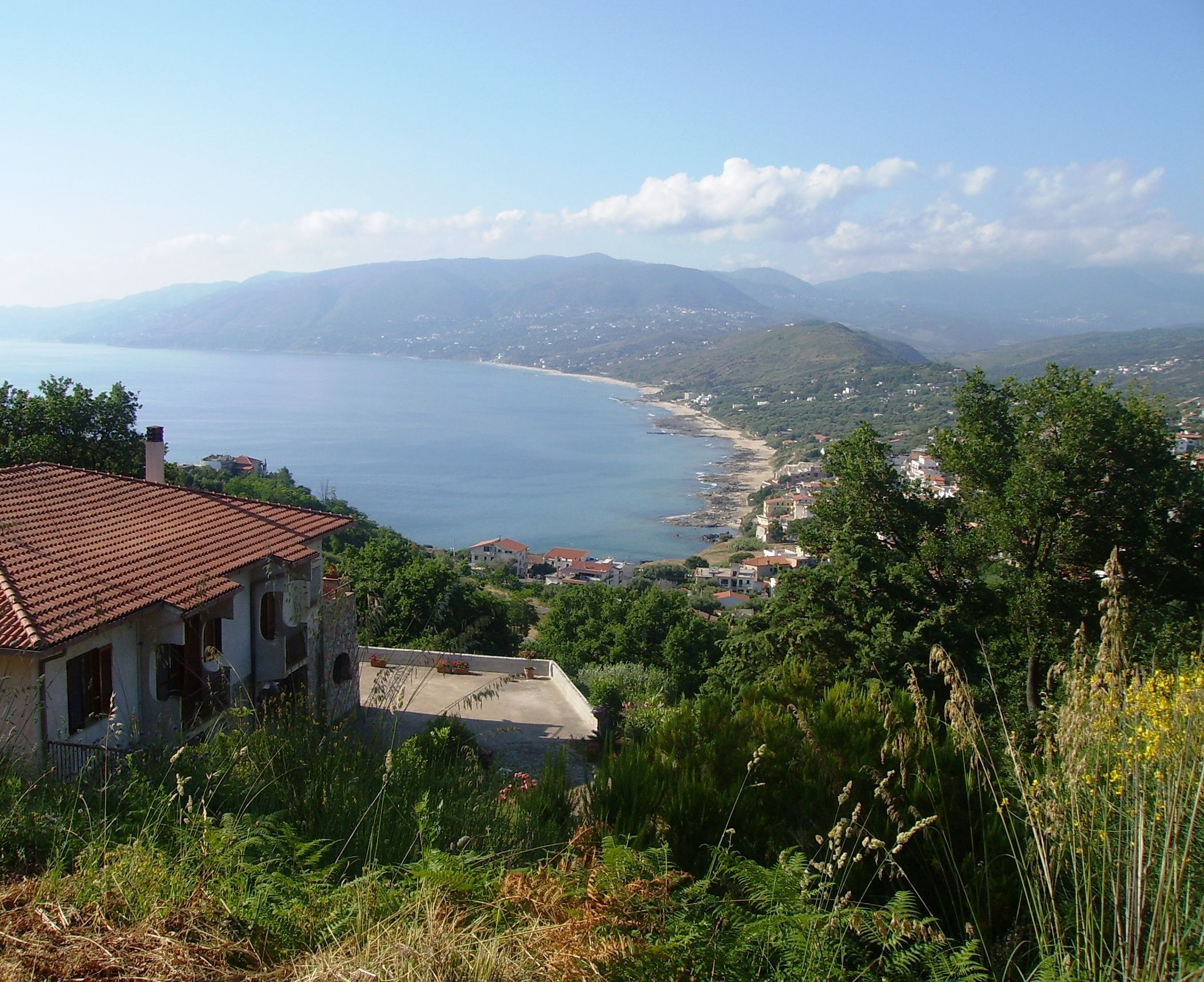